# Искусственный интеллект в музыке
Искусственный интеллект в музыке ― сочинение музыки при помощи систем искусственного интеллекта, а также разработка цифровых платформ, позволяющих использовать искусственный интеллект для создания музыкальных произведений. Как и в случае приложений в других областях, искусственный интеллект в музыке также имитирует решение интеллектуальных задач. Важной особенностью является способность алгоритма ИИ обучаться на основе прошлых данных, например, в технологии компьютерного сопровождения, когда ИИ способен слушать исполнителя-человека и исполнять аккомпанемент.
Искусственный интеллект также управляет технологией интерактивной композиции, при которой компьютер сочиняет музыку в ответ на живое исполнение. Существуют и другие приложения искусственного интеллекта в музыке, которые охватывают не только сочинение музыки, продюсирование и исполнение, но и то, как музыка продается и потребляется. Также было разработано несколько программ для воспроизведения музыки, использующих технологию распознавания голоса и обработки естественного языка для голосового управления музыкой. Текущие исследования включают применение искусственного интеллекта в музыкальной композиции, исполнении, теории и цифровой обработке звука.
Эрвин Панофски предположил, что в искусстве существует три уровня значения: первичное значение, или естественный предмет; вторичное значение, или общепринятый предмет; и третичное значение, внутреннее содержание предмета. Музыка с искусственным интеллектом исследует главное из них, создавая музыку без «намерения», которое обычно стоит за этим, оставляя композиторов, слушающих произведения, созданные машиной, в растерянности из-за отсутствия очевидного смысла.

## История
Искусственный интеллект берет свое начало в музыке с проблемы транскрипции: точном отображении музыкального произведения в формате музыкальной нотации во время его исполнения. Схема «фортепианного ролла», предложенная отцом Энграмелем, — режим автоматической записи времени и продолжительности нот таким образом, чтобы их можно было легко записать в правильную нотную запись вручную, — была впервые реализована немецкими инженерами Я. Ф. Унгером и Дж. Хольфилдом в 1752 году.
В 1957 году ILLIAC I (Иллинойский автоматический компьютер) выпустил «Иллиак-сюиту для струнного квартета», полностью созданное компьютером музыкальное произведение. Компьютер был запрограммирован для выполнения этой задачи композитором Леджареном Хиллером и математиком Леонардом Айзексоном.
В 1960 году российский исследователь Рудольф Зарипов опубликовал первую в мире статью об алгоритмическом сочинении музыки с использованием компьютера «Урал-1».
В 1965 году изобретатель Рэймонд Курцвейл разработал программное обеспечение, способное распознавать музыкальные закономерности и синтезировать на их основе новые композиции. Компьютер впервые появился в викторине «У меня есть секрет».
К 1983 году музыкальная система Kansei корпорации Yamaha набрала обороты, и в 1989 году была опубликована статья о её разработке. Программное обеспечение использовало обработку музыкальной информации и методы искусственного интеллекта, чтобы по существу решить проблему транскрипции для более простых мелодий, хотя мелодии более высокого уровня и музыкальные сложности даже сегодня рассматриваются как трудные задачи глубокого обучения, а почти идеальная транскрипция все ещё является предметом исследований.
В 1997 году программа искусственного интеллекта под названием «Эксперименты в музыкальном интеллекте» (EMI) превзошла человека-композитора в задаче сочинения музыкального произведения, имитирующего стиль Баха.
Позднее EMI стал основой для более сложной программы под названием «Эмили Хауэлл», названной в честь своего создателя.
В 2002 году группа музыкальных исследований в Лаборатории компьютерных наук Sony в Париже под руководством французского композитора и ученого Франсуа Паше разработала Continuator — алгоритм, уникальный способный возобновлять композицию после остановки живого музыканта.
Программа «Эмили Хауэлл» продолжила добиваться успехов в области музыкального искусственного интеллекта, опубликовав свой первый альбом «From Darkness, Light» в 2009 году и второй «Breathless» в 2012 году. С тех пор было опубликовано ещё много произведений искусственного интеллекта и различных групп.
В 2010 году Iamus стал первым искусственным интеллектом, создавшим фрагмент оригинальной современной классической музыки в своем собственном стиле: «Iamus' Opus 1». Компьютер, расположенный в Малагском университете в Испании, может создать полностью оригинальное произведение в различных музыкальных стилях за восемь минут.
В российском сегменте интернета первым значимым применением искусственного интеллекта в музыке (а конкретно — нейросети Udio AI) стали многочисленные каверы на песню «Говновоз» барда Константина Беляева, выпущенной Михаилом Шелегом в 1996 году.

## Вопросы авторского права
В Соединённых Штатах действующая правовая база имеет тенденцию применять традиционные законы об авторском праве к ИИ, несмотря на его различия с творческим процессом человека.
Однако музыкальные произведения, созданные исключительно с помощью ИИ, не защищены авторскими правами. В сборнике практик управления авторским правом Агентства по авторским правам США заявлено, что оно не будет предоставлять авторские права на «произведения, авторство которых не принадлежит человеку» и «Ведомство не будет регистрировать произведения, созданные машиной или простым механическим процессом, который действует случайным или автоматическим образом». без какого-либо творческого вклада или вмешательства со стороны автора-человека".
В феврале 2022 года Совет по рассмотрению авторских прав отклонил заявку на получение авторских прав на произведение искусства, созданное ИИ, на том основании, что в нём «отсутствует необходимое человеческое авторство, необходимое для обоснования претензии в отношении авторских прав».
Ситуация в Европейском Союзе аналогична ситуации в США, поскольку его правовая база также подчеркивает роль участия человека в произведениях, охраняемых авторским правом.
Согласно Ведомству интеллектуальной собственности Европейского Союза и недавней судебной практике Суда Европейского Союза, критерий оригинальности требует, чтобы произведение было собственным интеллектуальным творением автора, отражающим личность автора, о чём свидетельствует творческий выбор, сделанный во время его создания. производство требует определённого уровня участия человека.
Проект reCreating Europe, финансируемый программой исследований и инноваций Европейского Союза Horizon 2020, углубляется в проблемы, связанные с контентом, созданным с помощью искусственного интеллекта, включая музыку, предполагая правовую определённость и сбалансированную защиту, которая поощряет инновации при соблюдении норм авторского права.
Признание обществом музыкальных авторов, композиторов и издателей SACEM композитора электронной музыки AIVA знаменует собой значительный отход от традиционных взглядов на авторство и авторские права в сфере музыкальных композиций, что позволяет артистам использующим системы искусственного интеллекта выпускать музыку и получать гонорары. Это признание отмечает AIVA как новаторский случай, когда ИИ был официально признан в музыкальном производстве.
Недавние достижения в области искусственного интеллекта, достигнутые такими группами, как Stability AI, OpenAI и Google, повлекли за собой огромное количество исков об авторских правах, направленных против генеративных технологий, включая музыку с использованием искусственного интеллекта. Если эти иски увенчаются успехом, наборы данных моделей машинного обучения, лежащих в основе этих технологий, будут ограничены общественным достоянием.